# Piotr Jaroszewski
Piotr Jaroszewski (ur. 29 czerwca 1966 w Płocku) – polski niepełnosprawny tenisista, paraolimpijczyk.
Po wypadku, gdy jako student AWF wypadł z balkonu na czwartym piętrze, cierpi na paraplegie.
W 1993 w Sopocie brał udział w pierwszym w Polsce meczu pokazowym w tenisa na wózkach. Sześciokrotnie startował w igrzyskach paraolimpijskich: w 1996 w Atlancie, 2000 w Sydney, 2004 w Atenach, 2008 w Pekinie, 2012 w Londynie i 2020 w Tokio. Najwyższą pozycje w rankingu ITF wgrze pojedynczej miał w 2009 (14), a w grze podwójnej w 2001 (11). 
Był inicjatorem powstania płockiego Integracyjnego Klubu Tenisa oraz Polskiego Towarzystwa Tenisa na Wózkach. Jest trenerem tenisa.